# ヴェリシヘ
ヴェリシヘ（ジョージア語: ველისციხე, ラテン文字転写: Velistsikhe）は、ジョージア東部、グルジャアニ地区にある村である。古くから、東西を結ぶ街道の要衝として発展した。ブドウ栽培とワイン造りが盛んで、村内には多数のワインセラーが存在する。

## 地理
ヴェリシヘが位置するのは、ジョージアの東部、カヘティ州のグルジャアニ地区で、カヘティ州の中でも特に古く大きい集落であり、東へ向かう重要な街道に面している。地区の中心であるグルジャアニの町から約11キロメートルの距離にあり、グルジャアニ地区及びカヘティ州にとって、交通の要衝である。

### 地形・地質

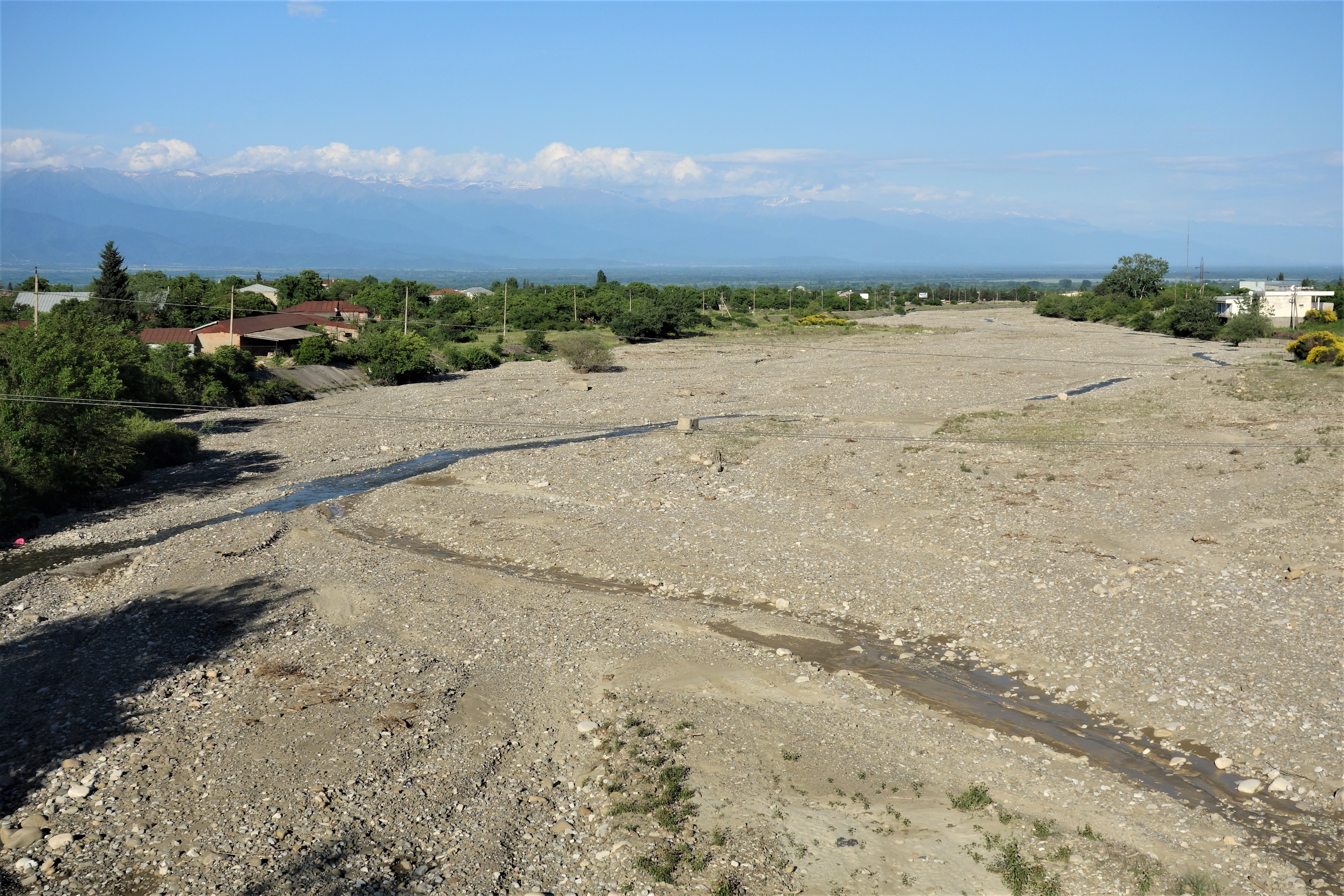
チェルミスヘヴィ川。左岸がヴェリシヘの村。

アラザニ平野の中で、アラザニ川の右岸に当たり、ゴンボリ山脈からアラザニ川へ流れ出るチェルミスヘヴィ川の左岸に広がる。村の中心は、標高およそ380メートル、チェルミスヘヴィ川が作る扇状地の上にあり、東へ向けてほぼまっすぐに下る緩やかな傾斜地となっている。粒の粗い礫と粘土質の混ざった土壌が堆積した上を、様々な性格の砕屑物を含む表土が覆っている。

### 気候
ヴェリシヘの気候は、温暖湿潤気候に当たる。年平均気温は12.4℃で、最も寒い1月の月平均気温が0.9℃、最も暑い8月の月平均気温は23.6℃である。平均湿度は72パーセント、年降水量は約800ミリメートルである。

## 歴史
ヴェリシヘは、ジョージア国内でも特に古くからある集落の一つとされ、『グルジア年代記』から言及があり、5世紀には東西交易路の重要な中継点であったとみられる。街割りの最も古い痕跡は、12世紀のもので、その時代にはタマルの冬の離宮があったともいわれる。カルトリへ至る道中という立地から、しばしば侵略者による被害を受けた。17世紀の初めには、シャー・アッバースの軍によって破壊され、以後しばらくは廃墟の状態が続いた。村を再建したのは、18世紀のエレクレ2世と言われ、その後は復興していった。1820年代にドイツ人の科学者カール・アイヒヴァルトがコーカサスを旅した際に、ヴェリシヘの集落は要塞化され、ブドウ栽培が発達している、と書き記している。19世紀後半の、イギリスの外交官オリヴァー・ワードロップの旅行記にも、ヴェリシヘは栄えている町との記述がある。

## 人口
ヴェリシヘの人口は、2014年の国勢調査によると、4508人である。村という位置付けになっているが、規模としては小さな町と遜色ない。国全体でみても、比較的大きな集落で、ジョージア国内の村の中で、人口でみれば17番目の大きさである。

## 産業

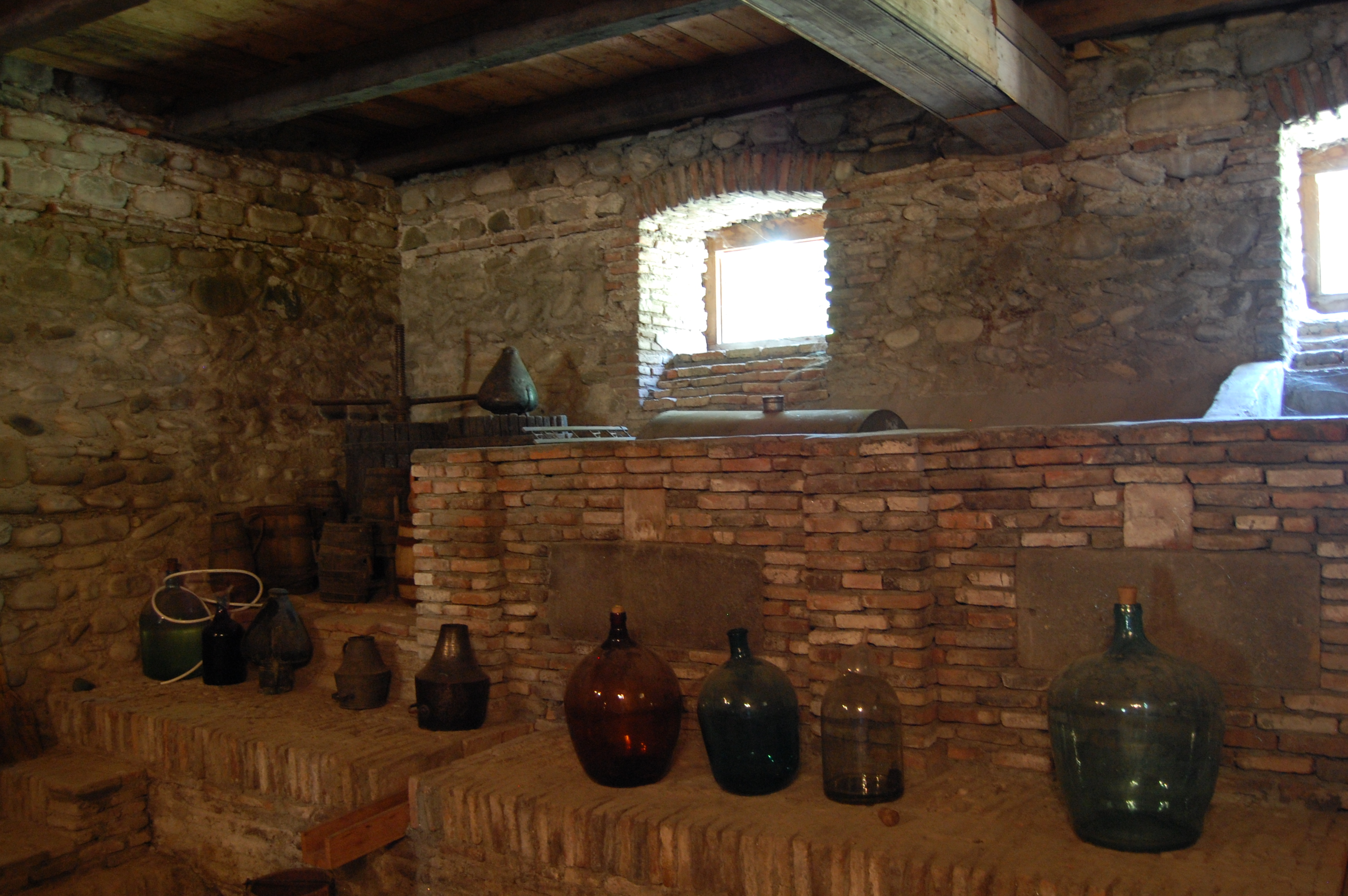
ワインセラー「ヌミシ」の展示施設

ヴェリシヘの村域のおよそ85パーセントが農地で、用途の中心は、ブドウ栽培と畜産である。栽培したブドウを使った、ワイン造りが村の主な産業である。村内では、15の家がワインセラーを営んでおり、100年以上続くワインセラーもある。村で最も古いワインセラー「ヌミシ」は、16世紀にまで遡ることができ、蔵を利用して様々な素材の異なる時代の容器などを展示し、ジョージアのワイン造りの歴史や文化をみることができる展示施設を設けている。ワインセラーの試飲室や売店も併設しており、ジョージア国内でも他にはない、ジョージアワインの「ブランド博物館」となっている。

## 文化

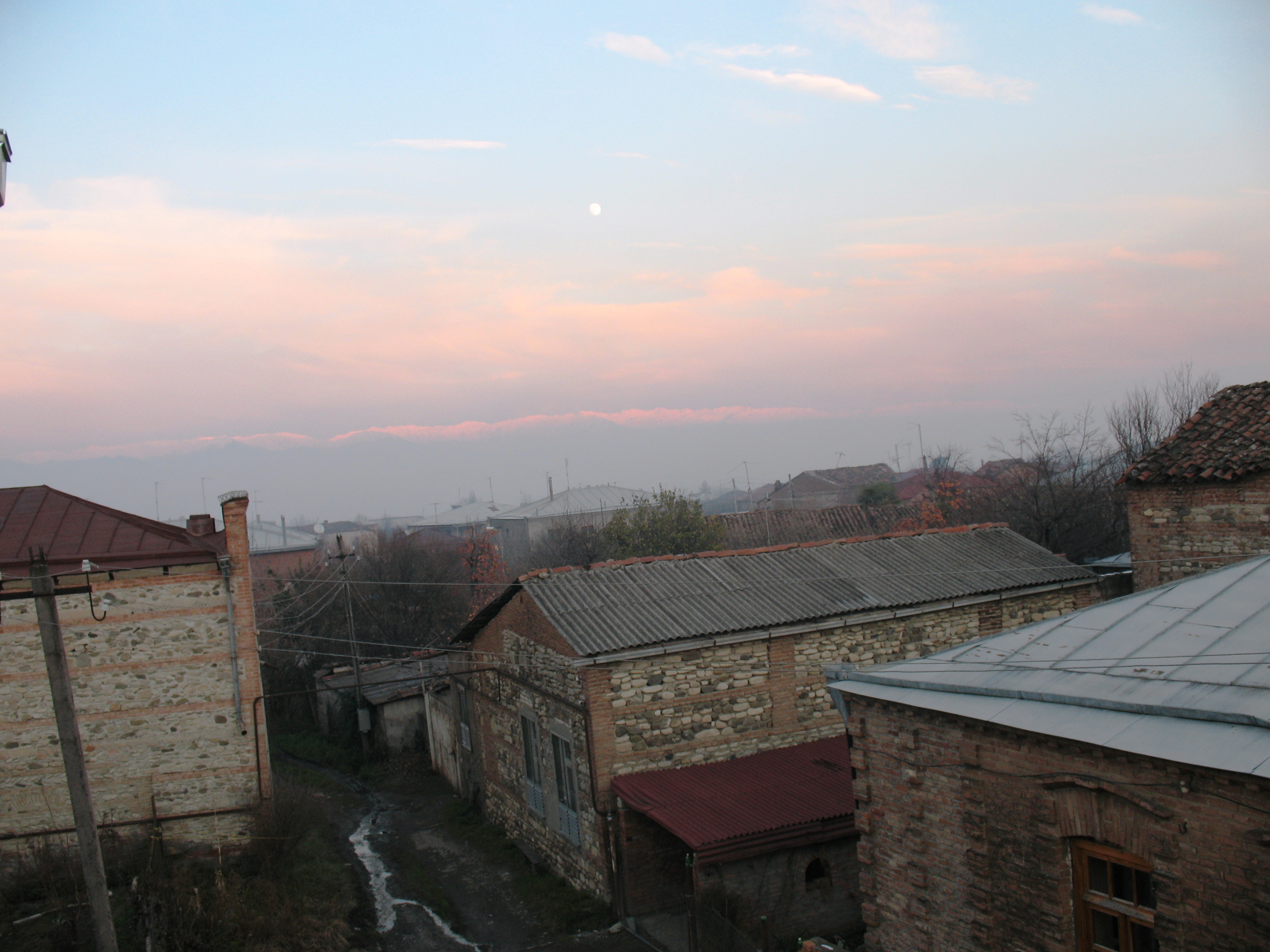
ヴェリシヘの家並

言い伝えによれば、ヴェリシヘの集落と城館は独特の美を備えていたという。村にはいくつか記念碑的な建築物が残っており、村内に6つある教会は、12世紀から13世紀に建てられたものが多いが、6世紀創建とされるものもある。建築面ではそれ以上に、100年以上前に建てられた家屋が興味深く、赤レンガと木材で造られた独特の設計がなされ、ワインセラーに多くみられる。それらは、カヘティの伝統的な建築様式を反映したものと考えられる。